# Göran Backlund
Erik Göran Backlund, född 7 februari 1909 i Vika, död 22 mars 1997, en svensk friidrottare (släggkastning). Han vann SM-guld i slägga åren 1939 och 1940. Han tävlade för Norrköpings AIS.